# Energieelektroniker
Energieelektroniker war ein von 1987 bis 2003 staatlich anerkannter Ausbildungsberuf. Die Ausbildung wurde nach dreieinhalb Jahren durch eine theoretische und praktische Prüfung vor der Industrie- und Handelskammer abgeschlossen. Dieser Beruf wurde durch Verordnung vom 3. Juli 2003 (BGBl. I S. 1144) von anderen Industriellen Elektroberufen, speziell  durch die Ausbildungen zum
- Elektroniker für Gebäude- und Infrastruktursysteme,
- Elektroniker für Betriebstechnik und
- Elektroniker für Automatisierungstechnik

abgelöst.

## Fachrichtungen
Folgende Fachrichtungen waren möglich:
- Betriebstechnik
- Anlagentechnik
- Automobiltechnik

## Inhalte
Inhalte der Ausbildung waren:
- Anfertigen von mechanischen Teilen und Verbindungen
- Montieren und Verschalten von Baugruppen
- Verlegen und Anschließen von Leitungen und Kabeln
- Messen von Gleich- und Wechselgrößen
- Prüfen, Messen und Einstellen von Baugruppen und Geräten
- Montieren, Verdrahten und Installieren von Anlagen der Energietechnik
- Montieren, Verdrahten von Baugruppen der Steuerungstechnik
- Vorbereiten und Abschließen von Montagearbeiten
- Montieren und Installieren von Anlagen der Melde- und Beleuchtungstechnik sowie von elektrischen Maschinen und Stelleinrichtungen
- Inbetriebnahme von Anlagen
- Instandhaltung von Anlagen der Energietechnik